# Attaque au mortier du 10 Downing Street
L’attaque au mortier du 10 Downing Street a été organisée et réalisée par l’Armée républicaine irlandaise provisoire (IRA Provisoire) dans le but d’atteindre la résidence officielle du Premier ministre du Royaume-Uni John Major. L’attaque du 7 février 1991 contre John Major et son cabinet de guerre qui était en pleine réunion au sujet de la guerre du Golfe avait originellement été planifiée contre le prédécesseur de Major, Margaret Thatcher. Deux obus tirés ont raté leur cible, le troisième a explosé dans un jardin à l’arrière de la résidence. Aucun membre du gouvernement n’a été atteint, mais quatre personnes, dont deux policiers, ont été blessées. John Major condamne immédiatement l’attaque en déclarant que « les démocraties ne peuvent être intimidées par le terrorisme » .

## Le contexte

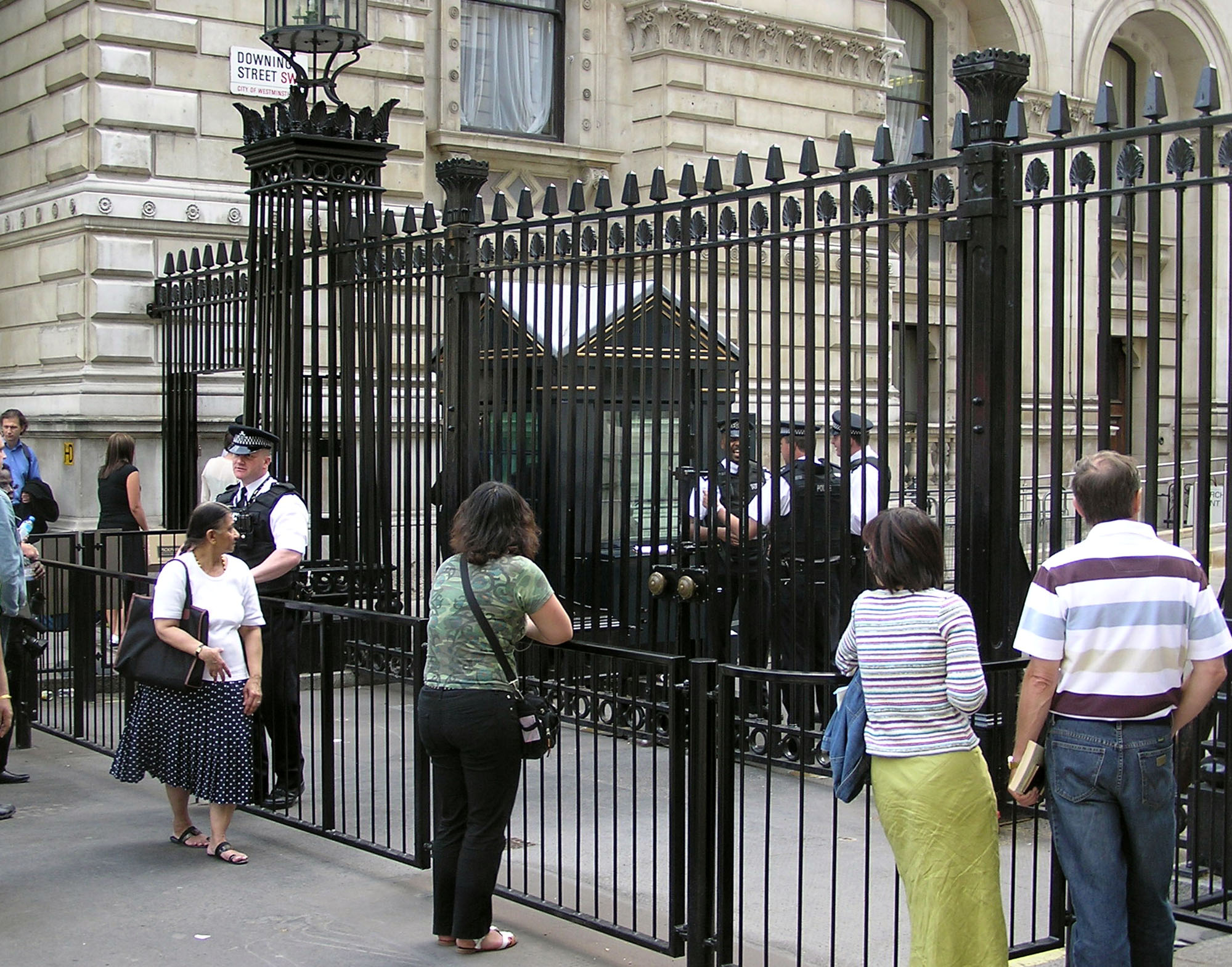
Les grilles de sécurité mises en place en 1989 à la suite de la campagne d’attentats de l’IRA en Angleterre.

Pendant les Troubles, l’IRA Provisoire s’est déjà servi à plusieurs reprises de mortiers pour sa campagne armée débutée en 1969,. La principale de ces attaques est celle effectuée en 1985 à Newry et qui a tué 9 membres du Royal Ulster Constabulary,. L’IRA n’a jamais utilisé de mortier en Angleterre, mais en décembre 1985 des éléments ayant servi à en construire et des fascicules d’utilisation et d'études de trajectoires ont été retrouvés dans le quartier de Battersea lors d’une enquête conduite par la branche anti-terroriste de la police londonienne,. À la fin des années 1980 ; la Première ministre britannique Margaret Thatcher est en première position sur la liste de l’IRA des personnes à assassiner, ce qui est confirmé par l’attentat contre elle à l’Hôtel Brighton (en). La sécurité de Downing Street est renforcée après l’accroissement des activités de l’IRA en Angleterre en 1988. Cette sécurité accrue se traduit sur le terrain par la fermeture de Downing Street par une grille et par l’établissement d’un poste de garde à l’entrée,. L’idée de provoquer un attentat à la voiture piégée est abandonnée par l’IRA car certains membres du conseil de l’organisation jugent que l’action aurait pu être politiquement contre-productive en cas de victimes civiles.

## La préparation
Le Conseil de l’IRA opte donc pour une attaque au mortier. Dès la mi-1990, deux activistes de l’organisation voyagent vers Londres pour faire des repérages. Deux membres se familiarisent avec l’usage du mortier, l’un s’occupant des trajectoires des obus, l’autre, issu de la brigade de Belfast de l’IRA, de leur fabrication. Pendant ce temps-là le service actif de l’IRA s’occupe de trouver une camionnette et un garage pour l’entreposer. Il s’occupe aussi de trouver les explosifs et de rassembler le matériel pour fabriquer le mortier. Cette unité prépare la camionnette en faisant un trou dans le toit afin de permettre le tir depuis l’intérieur et fait des repérages dans Whitehall pour trouver l’emplacement adéquat pour l’attaque,. Une fois les préparatifs terminés, les deux membres de l’IRA présents à Londres retournent en Irlande pour se préserver des surveillances des services de sécurité britanniques. En novembre 1990, Margaret Thatcher démissionne de son poste de Première ministre ; l’IRA Provisoire décide alors de maintenir l’attaque contre la résidence du Premier ministre, la cible devenant John Major. Tout est en place pour l’attaque, l’IRA n’attend plus qu’une réunion entre Major et un nombre suffisant de ses ministres soit annoncée publiquement pour passer à l’action.